# Discografia di Serj Tankian
La discografia di Serj Tankian, cantautore rock statunitense, è costituita da nove album in studio, quattro dal vivo, cinque EP, nove colonne sonore e oltre venti singoli, pubblicati tra il 2007 e il 2024. Ad essi vanno aggiunti anche oltre trenta video musicali.

## Album

### Album in studio
| Anno                                                                          | Titolo | Classifiche | Classifiche | Classifiche | Classifiche | Classifiche | Classifiche | Classifiche | Classifiche | Classifiche | Classifiche | Classifiche | Classifiche | Classifiche | Certificazioni |
| Anno                                                                          | Titolo | USA         | AUS         | AUT         | BEL (WA)    | FIN         | FRA         | GER         | ITA         | NLD         | NZL         | SWE         | SWI         | UK          | Certificazioni |
| ----------------------------------------------------------------------------- | --- | ----------- | ----------- | ----------- | ----------- | ----------- | ----------- | ----------- | ----------- | ----------- | ----------- | ----------- | ----------- | ----------- | -------------- |
| 2003                                                                          | Serart (con Arto Tunçboyacıyan) - Pubblicato: 6 maggio 2003 - Etichetta: Serjical Strike, Columbia - Formati: CD+DVD, LP, download digitale     | —           | —           | —           | —           | —           | —           | —           | —           | —           | —           | —           | —           | —           |                |
| 2007                                                                          | Elect the Dead - Pubblicato: 23 ottobre 2007 - Etichetta: Serjical Strike, Reprise - Formati: CD, 2 CD, 2 LP, download digitale                 | 4           | 19          | 5           | 50          | 12          | 23          | 10          | 31          | 45          | 14          | 36          | 11          | 26          | - UK: Argento  |
| 2010                                                                          | Imperfect Harmonies - Pubblicato: 21 settembre 2010 - Etichetta: Serjical Strike, Reprise - Formati: CD, 2 CD, CD+DVD, LP+CD, download digitale | 35          | 56          | 13          | 46          | 14          | 29          | 18          | 23          | 94          | 26          | 44          | 12          | 86          |                |
| 2012                                                                          | Harakiri - Pubblicato: 10 luglio 2012 - Etichetta: Serjical Strike, Reprise - Formati: CD, LP, download digitale                                | 29          | 86          | 10          | 39          | 16          | 37          | 12          | 36          | —           | 27          | —           | 13          | 87          |                |
| 2013                                                                          | Orca Symphony No. 1 - Pubblicato: 25 giugno 2013 - Etichetta: Serjical Strike - Formati: CD, LP, download digitale                              | 20          | —           | —           | —           | —           | —           | —           | —           | —           | —           | —           | —           | —           |                |
| 2020                                                                          | Fuktronic (con Jimmy Urine) - Pubblicato: 8 maggio 2020 - Etichetta: Serjical Strike - Formati: LP, download digitale                           | —           | —           | —           | —           | —           | —           | —           | —           | —           | —           | —           | —           | —           |                |
| 2021                                                                          | Cool Gardens Poetry Suite - Pubblicato: 9 luglio 2021 - Etichetta: Serjical Strike - Formati: download digitale                                 | —           | —           | —           | —           | —           | —           | —           | —           | —           | —           | —           | —           | —           |                |
| 2021                                                                          | Cinematique Series: Illuminate - Pubblicato: 6 agosto 2021 - Etichetta: Serjical Strike - Formati: download digitale                            | —           | —           | —           | —           | —           | —           | —           | —           | —           | —           | —           | —           | —           |                |
| 2021                                                                          | Cinematique Series: Violent Violins - Pubblicato: 6 agosto 2021 - Etichetta: Serjical Strike - Formati: download digitale                       | —           | —           | —           | —           | —           | —           | —           | —           | —           | —           | —           | —           | —           |                |
| "—" indica una pubblicazione non classificata o non pubblicata in quel Paese. | |             |             |             |             |             |             |             |             |             |             |             |             |             |                |

### Album dal vivo
| Anno | Titolo | Classifiche | Classifiche | Classifiche | Classifiche | Classifiche | Classifiche | Classifiche |
| Anno | Titolo | USA         | AUT         | FRA         | GER         | GRC         | NZL         | SWI         |
| ---- | --- | ----------- | ----------- | ----------- | ----------- | ----------- | ----------- | ----------- |
| 2010 | Elect the Dead Symphony - Pubblicato: 9 marzo 2010 - Etichetta: Serjical Strike, Reprise - Formati: CD+DVD, CD, 2 LP, download digitale | 2           | 38          | 118         | 63          | 5           | 12          | 64          |
| 2021 | Live in Edmonton (con The F.C.C.) - Pubblicato: 29 novembre 2021 - Etichetta: Serjical Strike - Formati: download digitale              | —           | —           | —           | —           | —           | —           | —           |
| 2022 | Live at Leeds (con The F.C.C.) - Pubblicato: 8 aprile 2022 - Etichetta: Serjical Strike - Formati: download digitale                    | —           | —           | —           | —           | —           | —           | —           |
| 2023 | Invocations (feat. CSUN Symphony) - Pubblicato: 27 ottobre 2023 - Etichetta: Music on Vinyl - Formati: LP, download digitale            | —           | —           | —           | —           | —           | —           | —           |

### Colonne sonore
| Anno | Titolo |
| ---- | --- |
| 2016 | 1915 (Original Motion Picture Soundtrack) - Pubblicato: 22 aprile 2016 - Etichetta: Serjical Strike - Formati: CD, download digitale                     |
| 2017 | Intent to Destroy (Original Motion Picture Soundtrack) - Pubblicato: 17 novembre 2017 - Etichetta: Lakeshore - Formati: download digitale                |
| 2017 | Furious (Original Motion Picture Soundtrack) - Pubblicato: 8 dicembre 2017 - Etichetta: Lakeshore - Formati: download digitale                           |
| 2018 | Spitak (Original Motion Picture Soundtrack) - Pubblicato: 30 novembre 2018 - Etichetta: United Trust of Sonic Preservation - Formati: download digitale  |
| 2019 | The Last Inhabitant (Original Motion Picture Soundtrack) - Pubblicato: 1º febbraio 2019 - Etichetta: Serjical Strike - Formati: download digitale        |
| 2019 | Midnight Star (Original Game Soundtrack) - Pubblicato: 29 marzo 2019 - Etichetta: United Trust of Sonic Preservation - Formati: download digitale        |
| 2021 | Truth to Power (Original Motion Picture Soundtrack) - Pubblicato: 31 agosto 2021 - Etichetta: Serjical Strike - Formati: download digitale               |
| 2021 | I Am Not Alone (Original Motion Picture Soundtrack) - Pubblicato: 17 settembre 2021 - Etichetta: Serjical Strike - Formati: download digitale            |
| 2022 | Madoff: The Monster of Wall Street (Soundtrack from the Netflix Series) - Pubblicato: 30 dicembre 2022 - Etichetta: Netflix - Formati: download digitale |

## Extended play
| Anno | Titolo |
| ---- | --- |
| 2008 | Lie Lie Live - Pubblicato: 1º luglio 2008 - Etichetta: Serjical Strike, Reprise - Formati: download digitale            |
| 2011 | Imperfect Remixes - Pubblicato: 1º marzo 2011 - Etichetta: Serjical Strike, Reprise - Formati: download digitale        |
| 2021 | Elasticity - Pubblicato: 19 marzo 2021 - Etichetta: Alchemy, BMG, Serjical Strike - Formati: CD, 12", download digitale |
| 2022 | Perplex Cities - Pubblicato: 21 ottobre 2022 - Etichetta: Serjical Strike - Formati: download digitale                  |
| 2024 | Foundations - Pubblicato: 27 settembre 2024 - Etichetta: Gibson - Formati: 12", download digitale                       |

## Singoli

### Come artista principale
| 2007                                                                          | The Unthinking Majority                 | —  | —  | —  | —  | —  | —  | Elect the Dead            |
| 2007                                                                          | Empty Walls                             | 97 | 13 | 14 | —  | 75 | 78 | Elect the Dead            |
| 2007                                                                          | Lie Lie Lie                             | —  | —  | —  | —  | —  | —  | Elect the Dead            |
| 2008                                                                          | Sky Is Over                             | —  | 22 | 23 | —  | —  | —  | Elect the Dead            |
| 2009                                                                          | Fears                                   | —  | —  | —  | —  | —  | —  | /                         |
| 2010                                                                          | The Charade                             | —  | —  | —  | —  | —  | —  | Elect the Dead Symphony   |
| 2010                                                                          | Left of Center                          | —  | —  | —  | —  | —  | —  | Imperfect Harmonies       |
| 2010                                                                          | Reconstructive Demonstrations           | —  | —  | —  | —  | —  | —  | Imperfect Harmonies       |
| 2012                                                                          | Figure It Out                           | —  | —  | 17 | 44 | —  | —  | Harakiri                  |
| 2012                                                                          | Cornucopia                              | —  | —  | —  | —  | —  | —  | Harakiri                  |
| 2012                                                                          | Harakiri                                | —  | —  | 40 | —  | —  | —  | Harakiri                  |
| 2016                                                                          | Artsakh                                 | —  | —  | —  | —  | —  | —  | /                         |
| 2016                                                                          | Aurora's Dream                          | —  | —  | —  | —  | —  | —  | /                         |
| 2017                                                                          | Industrialized Overload                 | —  | —  | —  | —  | —  | —  | /                         |
| 2020                                                                          | Hayastane                               | —  | —  | —  | —  | —  | —  | /                         |
| 2021                                                                          | Elasticity                              | —  | —  | —  | —  | —  | —  | Elasticity                |
| 2021                                                                          | Disarming Time: A Modern Piano Concerto | —  | —  | —  | —  | —  | —  | Cool Gardens Poetry Suite |
| 2022                                                                          | Amber                                   | —  | —  | —  | —  | —  | —  | /                         |
| 2024                                                                          | A.F. Day                                | —  | —  | —  | —  | —  | —  | Foundations               |
| 2024                                                                          | Justice Will Shine On                   | —  | —  | —  | —  | —  | —  | Foundations               |
| "—" indica una pubblicazione non classificata o non pubblicata in quel Paese. |                                         |    |    |    |    |    |    |                           |

### Come artista ospite
| Anno | Titolo                                                                  | Classifiche | Album di provenienza |
| Anno | Titolo                                                                  | USA Main.   | Album di provenienza |
| ---- | ----------------------------------------------------------------------- | ----------- | -------------------- |
| 2008 | Bird's Eye (Mike Patton feat. Serj Tankian and Marc Streitenfeld)       | —           | Body of Lies         |
| 2013 | We Are (Revolution Harmony feat. Serj Tankian, Ihsahn e Devin Townsend) | —           | /                    |
| 2014 | Shooting Helicopters (Benny Benassi feat. Serj Tankian)                 | —           | /                    |
| 2018 | The Rough Dog (Ara Malikian feat. Serj Tankian)                         | —           | Royal Garage         |
| 2019 | Black Blooms (O.R.k. feat. Serj Tankian)                                | —           | Ramagehead           |
| 2019 | A Higher Frequency (Tom Morello feat. Serj Tankian & ATTLAS)            | —           | /                    |
| 2021 | Natural's Not in It (Tom Morello feat. Serj Tankian & Gang of Four)     | —           | /                    |

## Collaborazioni
- 2000 – Tony Iommi – Patterns (da Iommi)
- 2000 – Snot – Starlit Eyes (da Strait Up)
- 2000 – Hed P.E. – Feel Good (da Broke)
- 2001 – Dog Fashion Disco – Mushroom Cult (da Anarchists of Good Taste)
- 2003 – AA.VV. – Bird of Paradise (Gone) (da Bird Up - The Charlie Parker Remix Project...)
- 2003 – Kittens for Christian – Had a Plan (da Privilege of Your Company)
- 2004 – Saul Williams – Talk to Strangers (da Saul Williams)
- 2005 – Buckethead – We Are One (da Enter the Chicken)
- 2005 – Buckethead – Coma (da Enter the Chicken)
- 2005 – Buckethead – Waiting Hare (da Enter the Chicken)
- 2006 – Deftones – Mein (da Saturday Night Wrist)
- 2007 – Foo Fighters – Holiday in Cambodia (da Long Road to Ruin)
- 2007 – Les Rita Mitsouko – Terminal Beauty (da Variéty)
- 2008 – The Nightwatchman – Lazarus on Down (da The Fabled City)
- 2008 – Praxis – Sulfur and Cheese (da Profanation (Preparation for a Coming Darkness))
- 2009 – Boh Runga – Be Careful (da Right Here)
- 2009 – Khatchadour Tankian – Inchbes Moranank
- 2010 – Viza – Viktor (da Made in Chernobyl)
- 2011 – Jonathan Elias – Path to Zero (da Prayer Cycle: Path to Zero)
- 2013 – Tech N9ne – Straight Out the Gate (da Something Else)
- 2015 – AA.VV. – Crazy Train (da Immortal Randy Rhoads - The Ultimate Tribute)
- 2018 – Euringer – If It Ain't You Today It Will Be You Tomorrow (da Euringer)
- 2019 – Ramin Djawadi – The Rains of Castamere (da Game of Thrones (Music from the HBO Series) Season 8)
- 2021 – Tina Guo – Moonhearts in Space (da Dies irae)

## Videografia

### Video musicali
| Anno | Titolo                                                | Regista/i                            |
| ---- | ----------------------------------------------------- | ------------------------------------ |
| 2005 | We Are One (Buckethead feat. Serj Tankian)            | Rodney Ascher e Syd Garon            |
| 2007 | The Unthinking Majority                               | Tawd Dorenfeld                       |
| 2007 | Empty Walls                                           | Tony Petrossian                      |
| 2007 | Saving Us                                             | Kevin Estrada                        |
| 2007 | Feed Us                                               | Suraj Patra                          |
| 2007 | Lie Lie Lie                                           | Martha Colburn                       |
| 2007 | Honking Antelope                                      | Roger Kupelian                       |
| 2007 | Elect the Dead                                        | Gariné Torossian                     |
| 2007 | Baby                                                  | Isaac "Eye-Sack" Flores              |
| 2007 | Sky Is Over (prima versione)                          | José Rivera                          |
| 2007 | Beethoven's Cunt                                      | Adam Egypt Mortimer                  |
| 2007 | Money                                                 | Ara Soudjian                         |
| 2007 | Praise the Lord and Pass the Ammunition               | Greg Watermann                       |
| 2008 | Sky Is Over                                           | Tony Petrossian e Ara Soudjian       |
| 2009 | Drama (con Bitter Sweet)                              | Ramzi Abed                           |
| 2010 | Left of Center                                        | Tawd Dorenfeld                       |
| 2011 | Reconstructive Demonstrations                         | Roger Kupelian                       |
| 2011 | Goodbye - Gate 21                                     | Ara Soudjian e George Tonikian       |
| 2012 | Figure It Out                                         | Ara Soudjian                         |
| 2012 | Harakiri                                              | Nico Sabenorio                       |
| 2012 | Occupied Tears                                        | Eric Nazarian                        |
| 2012 | Uneducated Democracy                                  | Narek Minasyan e Nareh Hovhannissyan |
| 2013 | Orca Act II - Oceanic Subteruge                       | Aaron Faulls                         |
| 2013 | Straight Out the Gate (Tech N9ne feat. Serj Tankian)  | Casey Patrick Tebo                   |
| 2013 | Yerevan to Paris                                      | Jon Del Sesto                        |
| 2013 | Distant Thing                                         | Serj Tankian                         |
| 2015 | 100 Years                                             | Serj Tankian                         |
| 2016 | Ari Im Sokhag (con Larisa Ryan)                       | Garin Hovannisian                    |
| 2016 | Artsakh                                               | Rand Courtney                        |
| 2017 | A Fine Morning to Die                                 |                                      |
| 2020 | Hayastane                                             | Vlad Kaptur                          |
| 2021 | Elasticity                                            | Vlad Kaptur                          |
| 2021 | Electric Yerevan                                      | Garin Hovannisian                    |
| 2021 | Rumi                                                  | Craig Ray                            |
| 2021 | How Many Times?                                       | Roger Kupelian                       |
| 2021 | Cinematic Piano Theme (With Poetry)                   | David S. Bradford                    |
| 2021 | Disarming Time: A Modern Piano Concerto               | Serj Tankian                         |
| 2021 | Disarming Time: A Modern Piano Concerto (With Poetry) | David S. Bradford                    |
| 2021 | Les Melodies (With Poetry)                            | David S. Bradford                    |
| 2021 | Percussion (With Poetry)                              | David S. Bradford                    |